# Masaki Satō
Pour les articles homonymes, voir Masaki (homonymie).
 Masaki Satō  (佐藤優樹, Satō Masaki, née le 7 mai 1999 au Japon) est une chanteuse japonaise, membre de Morning Musume de 2011 à 2021.

## Biographie
Masaki Satō se présente en 2011 à l'audition destinée à choisir de nouvelles chanteuses pour faire partie du groupe phare du H!P Morning Musume.
Le 29 septembre 2011, lors de l'avant dernier concert de la tournée du groupe, elle est officiellement présentée au public comme nouvelle membre, à 12 ans, aux côtés de deux autres participantes à l'audition, Ayumi Ishida et Haruna Iikubo, et de l'ex-Hello Pro Egg Haruka Kudō, formant donc avec elles la "dixième génération" du groupe. 
En raison de son hernie discale diagnostiquée en 2015 et qui s'est aggravée en 2017, elle ne peut participer à l'un des singles, Brand New Morning / Jealousy Jealousy, sur lequel elle n'est donc pas créditée, une première dans l'histoire du groupe (elle apparait toutefois sur l'une des éditions limitées, et chante sur la piste Get You, une chanson de collaboration avec Rino Sashihara, membre de HKT48 et fan de Masaki).

## Groupes
Au sein du Hello! Project
- Morning Musume (2011-)
- Harvest (2012)
- Jurin (2013)
- Sato no Akari (2014)

## Discographie

### Avec Morning Musume
Singles
- 25 janvier 2012 : Pyoco Pyoco Ultra
- 11 avril 2012 : Renai Hunter
- 4 juillet 2012 : One, Two, Three / The Matenrō Show
- 10 octobre 2012 : Wakuteka Take a chance
- 23 janvier 2013 : Help me !!
- 17 avril 2013 : Brainstorming / Kimi Sae Ireba Nani mo Iranai
- 28 août 2013 : Wagamama Ki no Mama Ai no Joke / Ai no Gundan
- 29 janvier 2014 : Egao no Kimi wa Taiyou sa / Kimi no Kawari wa Iyashinai / What is Love?
- 16 avril 2014 : Toki o Koe Sora o Koe / Password is 0
- 15 octobre 2014 : Tiki Bun / Shabadabadō / Mikaeri Bijin
- 15 avril 2015 : Seishun Kozō ga Naiteiru / Yūgure wa Ameagari / Ima Koko Kara
- 19 août 2015 : Oh My Wish! / Sukatto My Heart / Ima Sugu Tobikomu Yūki
- 29 décembre 2015 : Tsumetai Kaze to Kataomoi / Endless Sky / One and Only
- 11 mai 2016 : Tokyo to Iu Kataomoi / The Vision / Utakata Saturday Night
- 23 novembre 2016 : Sexy Cat no Enzetsu / Mukidashi de Mukiatte / Sō ja nai
- 8 mars 2017 : Brand New Morning / Jealousy Jealousy - édition "SP" (Satō est créditée uniquement sur l'une des éditions limitées)
- 4 octobre 2017 : Jama Shinaide Here We Go! / Dokyū no Go Sign / Wakaindashi!
- 13 juin 2018 : Are you happy / A gonna
- 24 octobre 2018 : Furari Ginza / Jiyuu na Kuni Dakara / Y Jiro no Tochuu
- 12 juin 2019 : Jinsei Blues / Seishun Night
- 22 janvier 2020 : KOKORO&KARADA / LOVEpedia / Ningen Kankei No way way
- 16 décembre 2020 : Junjou Evidence / Gyuu Saretai Dake na no ni
- 8 décembre 2021 : Teenage Solution / Yoshi Yoshi Shite Hoshii no / Beat no Wakusei

Digital Singles
- 3 novembre 2017 : Ai no Tane (20th Anniversary Ver.) (Morning Musume 20th)
- 30 novembre 2017 : Gosenfu no Tasuki
- 28 janvier 2018 : Hana ga Saku Taiyou Abite '

Albums
- 12 septembre 2012 : 13 Colorful Character
- 29 octobre 2014 : 14 Shō ~The Message~
- 12 septembre 2012 : 13 Colorful Character
- 31 mars 2021 : 16th ~That's J-POP~

Compilation
- 25 septembre 2013 : The Best! ~Updated Morning Musume。~
- 20 février 2019 : Best! Morning Musume 20th Anniversary

Mini-album
- 15 juillet 2015 : Engeki Joshi-bu Musical "Triangle" Original Soundtrack
- 27 février 2018 : Hatachi no Morning Musume (Morning Musume 20th)

### Autres participations
- 7 novembre 2012 : Cabbage Hakusho / Forest Time (キャベツ白書 / フォレストタイム) (avec Peaberry / Harvest)
- 4 septembre 2013 : Hotaru Matsuri no Hi (ほたる祭りの日) (avec Jurin)
- 24 avril 2014 : Aa, Subarashiki Hibi yo / Dream Last Train / Kodachi wo Nukeru Kaze no You ni (嗚呼、素晴らしき日々よ / Dream Last Train / 木立を抜ける風のように?) (avec Sato no Akari / Triplet / ODATOMO)

## Filmographie
Dramas
- 2012 : Suugaku♥Joushi Gakuen (数学♥女子学園)

Internet
- 2011 : Michishige Sayumi no "Mobekimasutte Nani??" (道重さゆみの『モベキマスってなに？？』)
- 2012 :  Guest, Maachan (ゲスト、まぁちゃん。)

## Divers
Programmes TV
- 2011–2012 : HELLOPRO! TIME (ハロプロ！ＴＩＭＥ)

DVD
- 11 juillet 2012 : Greeting ~Sato Masaki~ (Greeting ～佐藤優樹～)

Comédies musicales et théâtres
- 2012 : Stacy's Shoujo Saisatsu Kageki (ステーシーズ 少女再殺歌劇)

Radio
- 2012– : Morning Musume no Morning Jogakuin ~Houkago Meeting~ (モーニング娘。のモーニング女学院～放課後ミーティング～)

Photobooks
- 10 septembre 2012 : Morning Musume｡ 9・10ki 1st official Photo Book (モーニング娘。9・10期 1st official Photo Book) (avec Mizuki Fukumura, Erina Ikuta, Riho Sayashi, Kanon Suzuki, Haruna Iikubo, Ayumi Ishida, Haruka Kudō)
- 16 janvier 2013 : Alo Hello! 10-ki Shashinshuu 2012 (avec Haruna Iikubo, Ayumi Ishida, Haruka Kudō)
- 1er décembre 2013 : Tenki Gumi BOOK  (avec Haruna Iikubo, Ayumi Ishida, Haruka Kudō)
- 16 octobre 2014 : Maa-chan & Kuduu no Hello! Pro Tanbou-dan (avec Haruka Kudō, Morning Musume)

## Liens
- (ja) Profil officiel avec Morning Musume